# Shahrestān di Abyek
Lo shahrestān di Abyek (farsi شهرستان آبیک) è uno dei 5 shahrestān della provincia di Qazvin, il capoluogo è Abyek. Lo shahrestān è suddiviso in 2 circoscrizioni (bakhsh): 
- Centrale (بخش مرکزی)
- Basharyat (بخش بشاریات), con la città di Khak-e 'Ali.